# Rijn-Schiekanaal
Het Rijn-Schiekanaal in de Nederlandse provincie Zuid-Holland is sinds 1893 de complete waterverbinding tussen de Schie en de Oude Rijn bij Leiden.
Onderdelen van het kanaal hebben hun eigen namen en geschiedenis. Bij het varen van Overschie naar Leiden gebruikt men achtereenvolgens de Delftse Schie, Delftsche Vliet, de Trekvliet en de Vliet.

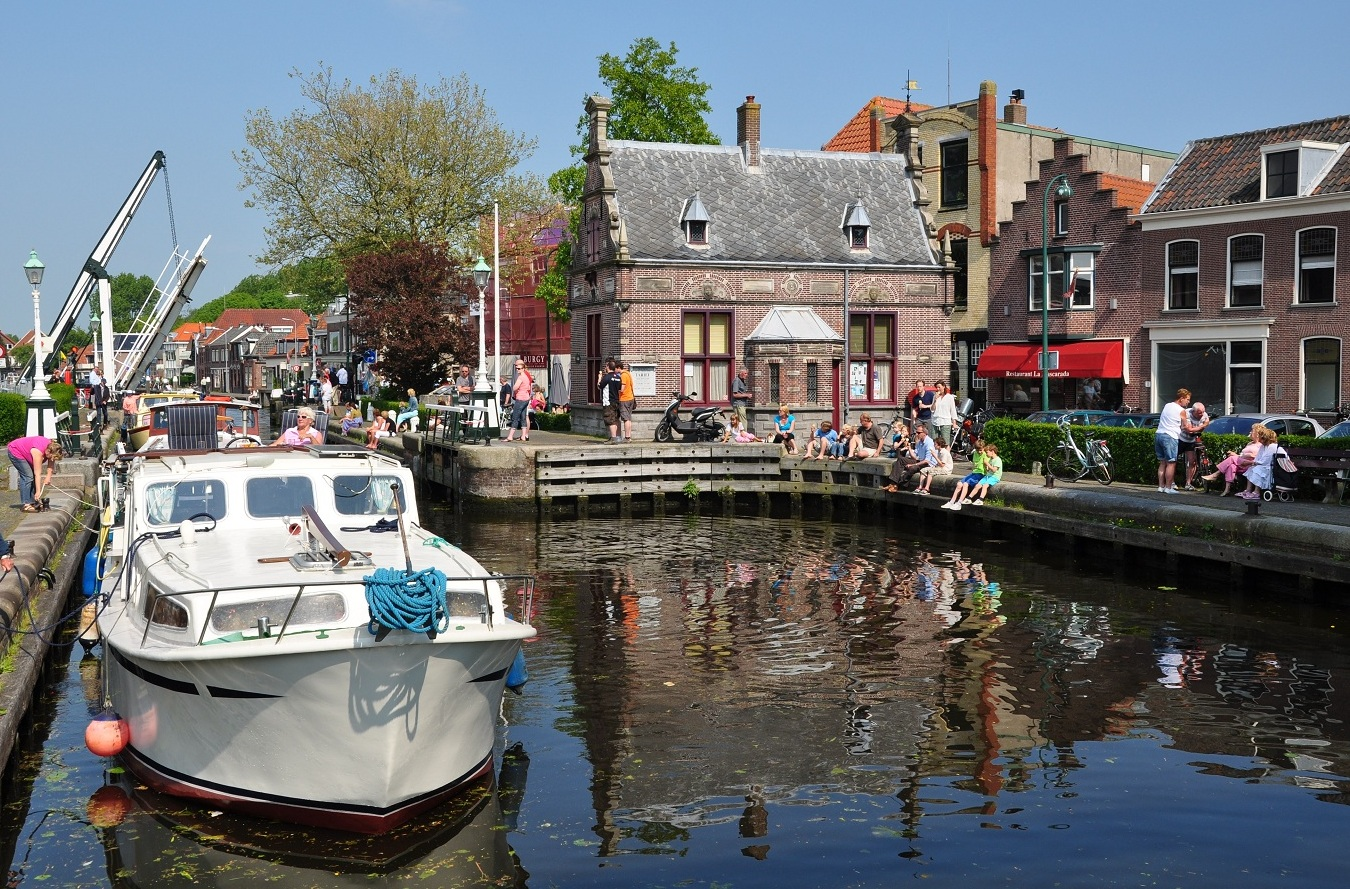
Sluiscomplex en sluiswachterskantoor in het Rijn-Schiekanaal in het centrum van Leidschendam

Tussen Voorschoten en Leiden loopt langs het kanaal de Europese wandelroute E11.